# Venula
La venula è un vaso sanguigno di piccole dimensioni che permette al sangue venoso  di ritornare dai capillari verso vasi sanguigni più grandi, quali le vene. Le venule sono costituite di tre strati: uno strato più interno di endotelio, formato da cellule epiteliali squamose, che funge da membrana, uno strato intermedio elastico di tessuto muscolare ed uno strato più esterno di tessuto connettivo fibroso.
Rispetto alle arteriole, nelle venule lo strato intermedio è più scarsamente sviluppato e la parete vasale si presenta dunque più sottile a parità di diametro. Le vene contengono circa il 70% del volume totale di sangue, di cui il 25% è contenuto nelle venule.